# Жан Кікс
Жан Кікс (нід. Jean Kickx, 1803—1864) — бельгійський ботанік, міколог та малаколог.
Його батько, Жан Кікс (1775—1831) був відомим ботаніком і мінералог; його син Жан-Жак Кікс (1842—1887) був професором ботаніки в Гентському університеті.
У 1830 році він здобув ступінь доктора фармакології в Левенському університеті. Працював у аптеці свого батька. Згодом працює професором ботаніки у Брюссельському (1831—1835) та Гентському (1835—1864) університетах. Був одним із засновників Бельгійського королівського ботанічного товариства.
На честь Жана Кікса названо рід грибів Kickxella. Від цього роду названо порядок грибів Kickxellales.
Помер Жан Кікс у 1864 році після інсульту в Генті.